# Fred Vargas
Fred Vargas, pseudônimo de Frédérique Audoin-Rouzeau (Paris, 1957), é uma historiadora, zooarqueóloga e escritora francesa. É conhecida por seus romances policiais que geralmente têm como personagem central o comissário Adamsberg. Seus livros foram adaptados para o cinema e a televisão.  
Em maio de 2018, ela receeu o Prêmio Princesa das Astúrias.

## Biografia
Frédérique Audoin-Rouzeau é filha de Philippe Audoin, escritor surrealista, amigo de André Breton, irmã da artista plástica Jo Vargas  e do historiador Stéphane Audoin-Rouzeau, especialista em Primeira Guerra Mundial e um dos diretores do Centre de recherche de l'Historial de la Grande Guerre.
Arqueóloga e historiadora de formação, escreveu em 2003 uma obra científica sobre a peste negra (Les Chemins de la peste, le rat, la puce et l'homme). Desde 1997 é pesquisadora de zooarqueologia do CNRS e especialista em medievalística.
Seu primeiro romance foi premiado no Festival de Cognac de 1986. 
Desde 2004, quando escreveu La Vérité sur Cesare Battisti, lidera o movimento de defesa de Cesare Battisti, um ex-guerrilheiro italiano  - condenado à prisão perpétua por quatro homicídios ocorridos nos anos 1970 e atribuídos à organização extraparlamentar de extrema-esquerda Proletários Armados pelo Comunismo. 
Nas eleições européias de 7 de junho de 2009, Fred Vargas  apoiou a candidatura de Daniel Cohn-Bendit e a coalizão Europe Écologie - formada pelo partido Les Verts e pela Fédération régions et peuples solidaires..

## Trabalhos científicos
Usando seu verdadeiro nome, Frédérique Audoin-Rouzeau, publicou os seguintes livros :
- Ossements animaux du Moyen Âge au monastère de la Charité-sur-Loire, Paris, Publications de la Sorbonne (1986)
- Hommes et animaux en Europe : corpus de données archéozoologiques et historiques, Paris, CNRS (1993)
- Les Chemins de la peste, le rat, la puce et l'homme, PU Rennes (2003, réédition en 2007)
- Un aliment sain dans un corps sain : Perspectives historiques (sob a direção de Frédérique Audoin-Rouzeau e Françoise Sabban), coleção A boire et à manger - Tables des Hommes, PU François Rabelais (2007)

Livros traduzidos em português:
- A Terceira Virgem (2011) Porto Editora
- Um lugar incerto (2012) Porto Editora
- O Exército Furioso (2014) Porto Editora